# ويليام جينينغز غاردنر
ويليام جينينغز غاردنر (بالإنجليزية: William Jennings Gardner)‏ هو لاعب كرة قدم أمريكية أمريكي، ولد في 23 يناير 1884 في داكوتا الشمالية في الولايات المتحدة، وتوفي في 15 يونيو 1965 في بريسكوت في الولايات المتحدة.